# Dum (film)
Dum è un film del 2003 diretto da Eeshwar Nivas.